# Sayed Jaffar
Sayed Muhammad Jaffar, född 1911 i Shergarh, död 21 mars 1937 i Lahore, var en indisk landhockeyspelare.
Jaffar blev olympisk guldmedaljör i landhockey vid sommarspelen 1936 i Berlin.